# Super League 1997 (Australia)
La Super League de 1997 fue la primera y única edición del torneo rebelde de rugby league más importante de Australia y Nueva Zelanda.
La temporada siguiente la ARL 1997 y la Super League volverían a unirse para formar la National Rugby League.

## Formato
Los clubes se enfrentaron en una fase regular de todos contra todos, los cinco equipos mejor ubicados al terminar esta fase clasificaron a la postemporada.
Se otorgaron 2 puntos por el triunfo, 1 por el empate y ninguno por la derrota.

## Desarrollo

### Tabla de posiciones
| Pos. | Equipo           | Encuentros | Encuentros | Encuentros | Encuentros | Tantos | Tantos | Tantos | Puntos |
| Pos. | Equipo           | PJ         | PG         | PE         | PP         | F      | C      | Dif    | Puntos |
| ---- | ---------------- | ---------- | ---------- | ---------- | ---------- | ------ | ------ | ------ | ------ |
| 1    | Brisbane         | 18         | 14         | 1          | 3          | 481    | 283    | +198   | 29     |
| 2    | Cronulla         | 18         | 12         | 0          | 6          | 403    | 230    | +173   | 24     |
| 3    | Canberra         | 18         | 11         | 0          | 7          | 436    | 337    | +99    | 22     |
| 4    | Canterbury       | 18         | 10         | 0          | 8          | 453    | 447    | +6     | 20     |
| 5    | Penrith          | 18         | 9          | 0          | 9          | 431    | 462    | -31    | 18     |
| 6    | Hunter Mariners  | 18         | 7          | 0          | 11         | 350    | 363    | -13    | 14     |
| 7    | Auckland         | 18         | 7          | 0          | 11         | 332    | 406    | -74    | 14     |
| 8    | Perth            | 18         | 7          | 0          | 11         | 321    | 456    | -135   | 14     |
| 9    | Adelaide Rams    | 18         | 6          | 1          | 11         | 303    | 402    | -99    | 13     |
| 10   | North Queensland | 18         | 5          | 2          | 11         | 328    | 452    | -124   | 12     |

|  | Postemporada. |

### Postemporada

#### Semifinales preliminares
| 30 de agosto | Cronulla | 22 - 18 | Canberra Raiders |  |  |

| 1 de septiembre | Canterbury-Bankstown Bulldogs | 14 - 15 | Penrith Panthers |  |  |

#### Clasificatorias preliminares mayores
| 6 de septiembre | Brisbane Broncos | 34 - 2 | Cronulla |  |  |

| 8 de septiembre | Canberra Raiders | 32 - 12 | Penrith Panthers |  |  |

#### Final Preliminar
| 13 de septiembre | Cronulla | 10 - 4 | Canberra Raiders |  |  |

#### Final
| 20 de septeimbre | Brisbane Broncos | 26 - 8 | Cronulla | ANZ Stadium, Sídney             |  |
|                  |                  |        |          | Asistencia: 40.857 espectadores |  |

| Bandera de Australia     |
| Campeón Brisbane Broncos |
| Tercer título            |